# Krystal Steal
Krystal Steal (Irvine, 29 novembre 1982) è un'attrice pornografica statunitense, la cui carriera si è svolta tra il 2001 e il 2011.

## Biografia
All'età di 17 anni inizia a lavorare nei locali notturni. A 19 anni, nel 2001, entra nel cinema pornografico con la pellicola Screaming Orgasms 4 della Digital sin.

## Riconoscimenti
- AVN Awards
  - 2004  – Best All-Sex DVD per Flesh Hunter 4 (con Jules Jordan e Sabrine Maui)[3]
- NightMoves Awards
  - 2004 – Best New Starlet[4]

## Filmografia
- The Oral Adventures of Craven Moorehead (primo film) - 2001
- Screaming Orgasms 4
- The Krystal Steal Show
- Jenna Haze vs Krystal Steal
- Flesh Hunter
- The Morgan Sex Project # 05
- Rectal Rooter The Series 1
- Trained Teens
- Krystal Meth8od
- 4 Finger Club 21
- All About Sex
- Ballistic Blondes
- Born for Porn
- Dirty Work
- Eye of Desire
- I'm into Teens, I'm into Lesbian
- Let's Play Slap That Pussy
- Love on the Run
- Naked Pictures
- Passion!
- Streetwise Sunrise
- Taste of a woman
- The Blonde Eating the Blonde
- The Incredible Sky
- United States of Ass
- Up and Cummers 98
- Wow! What a Rimjob!
- Blondelicious
- Calipornia
- Extreme Close Up - Sunrise
- Girls of the Great Northwest
- Hey Nineteen
- If the balls could talk
- Jenny Rain - Pornostar
- More Dirty Debutantes 209
- Morgan Sex Project 6
- Naughty College School Girls 19
- Nuttin' Hunnies 3
- Shadow play
- Sky Uncensored
- Something wicked
- Spring Chickens
- Steal Runway
- Krystal Therapy